# Durrant Brown
Durrant Brown (Montego Bay, 1964. augusztus 7. –) jamaicai válogatott labdarúgó.
A jamaicai válogatott tagjaként részt vett az 1993-as és az 1998-as CONCACAF-aranykupán, illetve az 1998-as világbajnokságon.

## Sikerei, díjai
Wadadah
- Jamaicai bajnok (2): 1988, 1992